# Abbaye Saint-Pierre de Préaux
Pour les articles homonymes, voir Abbaye Saint-Pierre.
 (décembre 2014).
L'abbaye Saint-Pierre de Préaux, est une ancienne abbaye bénédictine qui se dressait sur l'actuel territoire de la commune française des Préaux, dans le département de l'Eure, en région Normandie.
Le monastère d'hommes est restauré vers 1030 par Onfroy de Vieilles, seigneur de Beaumont, sur les restes d'un ancien monastère pré-normand du VIIIe siècle détruit par les Vikings. Elle abritait une communauté de moines bénédictins. L'épouse d'Onfroy, Aubrée, a fondé, elle, une abbaye de moniales, l'abbaye Saint-Léger de Préaux, sur le territoire de la commune voisine de Saint-Michel-de-Préaux.

## Les origines
L'abbaye est citée en 833 dans le testament de l'abbé de Fontenelle (aujourd'hui abbaye Saint-Wandrille de Fontenelle), Anségise, qui lui fit des legs. Celle-ci est nommée Pratellum dans les textes en latin. Vers 1030, Onfroy de Vieilles, seigneur de Beaumont et Pont-Audemer, décide de reconstruire le monastère pillé par les Vikings et d'en faire l'abbaye familiale. Dès 1035, la vie monastique reprend avec l'arrivée de six moines de Fontenelle sous la direction de l'abbé Eimard. En 1040, Aubrée (Albereda), l'épouse d´Onfroy, établit un monastère de moniales à Saint-Michel-de-Préaux dédié à saint Léger. En 1066, la première église de Saint-Pierre est achevée : elle sera consacrée en 1099 par l'évêque de Lisieux, relevant de ce diocèse. À la fin de sa vie, Onfroy de Vieilles prit l'habit monacal et finit ses jours à l'abbaye, de même que son fils Roger de Beaumont en 1094. Ils y furent inhumés, tout comme Galéran IV de Meulan qui s'y fit moine et y mourut probablement le 9 avril 1166, et inhumé comme son père dans la salle capitulaire, quant à Robert II il sera enterré dans le chœur auprès de son père Galeran et de Robert Prud'homme.

## Biens et possessions de l'abbaye
Dès ses débuts, l'abbaye fut richement dotée. Ses biens étaient principalement situés autour de Préaux et Pont-Audemer. Elle possédait notamment la dîme sur les revenus de cette ville : cens, moulins, églises… Elle possédait des terres à Selles, Toutainville, dans le Vièvre et en forêt de Brotonne… De plus, la fidélité des seigneurs de Beaumont et Pont-Audemer fut récompensée par des possessions en Angleterre, nouvellement conquise par le duc Guillaume. Ceux-ci en firent don à leur nouvelle abbaye.

## La vie monastique
L'histoire de l'abbaye Saint-Pierre de Préaux nous est connue grâce à son Cartulaire. Celui-ci regroupe les chartes et donations faites à l'abbaye entre 1035 et 1227. Parmi celles-ci, la confirmation par Robert Ier de Meulan (v. 1046-1118) du don de vingt sous angevins, sur le moulin de Rots.
En 1650, l'abbaye qui ne regroupe que quelques moines et est quasiment en ruine, adopte, comme beaucoup d'abbayes normandes de son temps, la réforme de la congrégation de Saint-Maur.

## La fin de l'abbaye, de nos jours
En 1791, les moines sont expulsés par la Révolution. L'abbaye est vendue. L'abbatiale et les bâtiments conventuels sont vendus et servent de carrière de pierre. Ces pierres servent notamment pour la construction de la nouvelle route entre Pont-Audemer et Cormeilles (aujourd'hui D 139). Le tracé de la route passe en plein dans l'ancienne enceinte abbatiale.
De nos jours, seuls restent aux Préaux les vestiges du mur d'enceinte de l'abbaye. Les reliques de saint Pantaléon, autrefois abritées dans l'église abbatiale, se trouvent dans l'église paroissiale Notre-Dame. En forêt de Brotonne, on peut trouver l'ermitage Saint Maur, autrefois propriété de l'abbaye Saint-Pierre de Préaux.

## Liste des abbés
- 1044-1078 : Ansfroid Ier
- 1078-1101 : Guillaume Ier de Mons
- 1101-1106 : Geoffroy
- 1106-1131 : Richard Ier de Fourneaux
- 1131-1151 : Richard II de Conteville
- 1151-1152 : Renaud
- 1152-1168 : Michel de Tourville
- 1168-1182 : Henri Ier du Bec-Crespin
- 1182-1196 : Osbert
- 1196-1205 : Guillaume II
- 1205-1216 : Thomas
- 1216-1224 : Adam
- 1224-1234 : Bernard de Courbon
- 1234-1241 : Ansfroid II
- 1241-1251 : Barthélémy
- 1251-1272 : Ansfroid III
- 1272-1297 : Guillaume III du Hamel
- 1297-1314 : Robert Ier Houel
- 1314-1320 : Raoul Morel
- 1320-1331 : Robert II Lionel
- 1331-1339 : Henri II
- 1339-1356 : Jean Ier de Carretot
- 1356-1366 : Guy
- 1366-1369 : Guillaume IV Binet
- 1369-1373 : Jean de Dormans (sera cardinal)
- 1373-1418 : Vincent Le Lieur
- 1418-1419 : Guillaume V Le Roy
- 1419-1420 : Roger Sorel
- 1420-1435 : Jean III Meret
- 1435-1438 : Étienne Bertault
- 1438-1459 : Jean IV d’Halluin
- 1459-1476 : Jean V Agasse
- 1476-1488 : Antoine Raguier
- 1488-1506 : Olivier de Pontbriant
- 1506-1535 : cardinal Jean VI Le Veneur de Tillières
- 1535-1554 : cardinal Jacques d'Annebault
- 1554-1566 : Guillaume VI de Vieux-Pont
- 1566-1572 : cardinal Charles Ier de Lorraine-Guise
- 1572-1579 : Guillaume VII de L'Aubespine de Châteauneuf
- 1579-1600 : Nicolas Jacoppin
- 1600-1611 : Guillaume VIII de L'Aubespine de Châteauneuf
- 1611-1653 : Charles II de L'Aubespine de Châteauneuf
- 1653-1655 : Vacance
- 1656-1661 : cardinal Jules Mazarin
- 1661-1663 : Vacance
- 1663-1672 : cardinal François-Marie Mancini
- 1673-1694 : Melchior de Harod de Sevenas, marquis de Saint-Romain (ambassadeur)
- 1694-1718 : Jean VII d'Estrées
- 1718-1743 : Thomas-Jean-François de Strickland de Sazerghe (évêque de Namur)
- 1743-1745 : Henri-Constance de Lort de Sérignan de Valras
- 1745-1785 : Gabriel-César de Saint-Aubin de Saligny
- 1785-1790 : Charles Antoine Gabriel d'Osmond de Médavy